# Vincent Canard
Pour les articles homonymes, voir Canard.
Vincent Canard (né le 30 octobre 1985 à Vauxrenard) est un coureur cycliste français, actif dans les années 2000 et 2010.

## Biographie
Vincent Canard grandit au sein d'une famille de vignerons à Vauxrenard, dans le Beaujolais. Tout comme ses parents, il se dirige naturellement vers ce milieu en obtenant un BTS en viticulture-œnologie en 2005,. Il participe à ses premières compétitions cyclistes sur le tard, à l'âge de vingt ans. 
D'abord licencié à l'US Bellevilloise, il intègre en 2007 le Vélo Club Caladois, où il effectue l'essentiel de sa carrière sportive. En 2008, il remporte le Tour Loire Pilat. L'année suivante, il gagne une étape du Tour du Beaujolais sur ses terres natales. Il s'impose sur deux autres courses en 2011. Durant cette même saison, il prend la sixième place du championnat de France sur route amateurs. En 2012, il remporte la Boucle du Pays de Tronçais, le championnat régional de Rhône-Alpes ainsi qu'une étape du Tour du Beaujolais. Il finit également meilleur grimpeur du Rhône-Alpes Isère Tour. 
En 2013, il passe professionnel au sein de l'équipe continentale japonaise Bridgestone Anchor. Aux côtés de Thomas Lebas et Damien Monier, il commence sa saison au mois de mars sur des compétitions françaises. On le retrouve ensuite au départ du Tour d'Azerbaïdjan. Début juin, il obtient son meilleur résultat en terminant douzième du Tour de Kumano. Il dispose cependant d'un faible calendrier qui ne lui permet pas d'exprimer pleinement son potentiel. À la mi-juillet, il ne comptabilise que vingt jours de courses. Il dispute sa dernière épreuve en aout, à l'occasion du Grand Prix des Marbriers.
Il redescend finalement chez les amateurs en 2014, au VC Caladois. Toujours performant, il parvient à obtenir une dernière victoire sur le Grand Prix Serra-Delorme. En fin d'année, il met un terme à sa carrière sportive pour devenir vigneron.

## Palmarès
| - 2007 - 3e du Tour Loire Pilat - 2008 - Tour Loire Pilat - 2009 - 3e étape du Tour du Beaujolais - 2e de Bourg-Arbent-Bourg - 2010 - Grand Prix d'Oyonnax - 2e de la Transversale des As de l'Ain - 2e du Tour Loire Pilat - 2011 - Grand Prix Piston - Commune de Liergues - Tour du Gâtinais - 2e du Tour du Beaujolais | - 2012 - Champion de Rhône-Alpes sur route - Boucle du Pays de Tronçais - 1re étape du Tour du Beaujolais - 2e du Triptyque de la Vallée de l'Ance - 3e de la Vienne Classic - 2014 - Grand Prix Serra-Delorme |